# Младен Голубовић
Младен Голубовић је српски кинематограф и тонски инжењер.

## Биографија
После дипломирања на Електротехничком факултету у Београду на Катедри за електроакустику радио је као тонфилмски инжењер у филмској производњи - у Централном филмском студију "Кошутњак" и Авала филму.
У области снимања и репродукције звука на филму био је на специјализацији у СР Немачкој и Италији као стипендиста УН/ТАО.
У репродуктивној кинематографији у Београд филму, радио на увођењу нових филмских система приказивања филмова, на образовању кадрова кинотехничке струке и уређивању часописа "Репродуктивна кинематографија".
Урадио је велики број кинетехничких, електроакустичних и акустичних пројеката за потребе биоскопа и филмско-студијског простора.
Написао је више стручних књига из кинотехничке области: "Акустика и тонфилмска репродукција"(1964) у издању Секције биоскопа Привредне коморе Србије, "Киноакустика и тонфилмска репродукција" (1964) у издању Института за филм у Београду, Студију о развоју репродуктивне кинематографије СР Србије(1967) у оквиру Института за филм, "Кинотехнички приручник"(1971) у издању Техничке књиге из Београда, "Технологија кинопројекције" и "Кинооптика"(1980) у издању Електротехничког центра средњих школа "Никола Тесла" из Београда, "Репродуктивна кинематографија Србије и Југославије" у издању ШРИФ-Бор(1985), био је један од аутора "Чекајући да прође"(2005) Књижевне омладине Србије. 
Године 1994. је издао монографију села "Малча", посвећену његовом родном месту. 
Био је предавач на Факултету драмских уметности у Београду за предмет Снимање звука.
Преко 20 година радио на системским и стручно-техничким пословима развоја радиодифузног система у Републици Србији. Као признање за дугогодишњи допринос развоју радија добио је највише признање Радио Београда (1984) "Златни микрофон".
Паралелно са функцијом Саветника Председника Комитета за саобраћај и везе био је секретар Комисије за мирољубиво коришћење космоса - сталног радног тела Извршног већа Скупштине Србије, у периоду од 1984-1990. године, ангажујући се на апликацији сателитске радиодифузије и даљинске детекције у нас.
Наслеђени афинитет према ликовном стваралаштву испољавао је повремено преко ликовних клубова "Ђуро Салај" и КУД "Абрашевић", у техници сликања уљаним бојама на платну.